# 格里高利·沃特金斯
格里高利·沃特金斯（英語：Gregory H. Watkins）美国音频工程师。他赢得了1次奥斯卡最佳音响效果奖，并获得了2次提名。自1982年起，沃特金斯参与制作了150多部电影。

## 部分影视作品
沃特金斯赢得过1次奥斯卡金像奖，并获得了2次提名。
获奖
- 与狼共舞 (1990)[1]

提名
- 生于七月四日 (1989)[2]
- 红潮风暴 (1995)[3]